# Likówka
Likówka (biał. Лікоўка; ros. Ликовка) – wieś na Białorusi, w obwodzie grodzieńskim, w rejonie grodzieńskim, w sielsowiecie Kwasówka.

## Historia
Dawniej wieś i majątek ziemski w powiecie grodzieńskim, województwa trockiego Rzeczypospolitej Obojga Narodów.
W czasach zaborów w granicach Imperium Rosyjskiego, w guberni grodzieńskiej, w powiecie grodzieńskim.
W latach 1921–1939 wieś i ówczesny folwark leżał w Polsce, w województwie białostockim, w powiecie grodzieńskim, w gminie Łasza.
Według Powszechnego Spisu Ludności z 1921 roku zamieszkiwało:
- we wsi – 260 osób, 61 było wyznania rzymskokatolickiego, 190 prawosławnego i 9 mojżeszowego. Jednocześnie 55 mieszkańców zadeklarowało polską przynależność narodową, 196 białoruską, a 9 żydowską. Było tu 42 budynki mieszkalne.
- w folwarku – 25 osób, 7 było wyznania rzymskokatolickiego, 18 prawosławnego. Jednocześnie 7 mieszkańców zadeklarowało polską przynależność narodową, 15 białoruską, a 13 inną. Były tu 4 budynki mieszkalne[3].

Miejscowość należała do parafii prawosławnej w Indurze i rzymskokatolickiej w Kwasówce. Podlegała pod Sąd Grodzki w Indurze i Okręgowy w Grodnie; właściwy urząd pocztowy mieścił się w Kwasówce.
W wyniku napaści ZSRR na Polskę we wrześniu 1939 miejscowość znalazła się pod okupacją sowiecką. 2 listopada została włączona do Białoruskiej SRR. 4 grudnia 1939 włączona do nowo utworzonego obwodu białostockiego. Od czerwca 1941 roku pod okupacją niemiecką. 22 lipca 1941 r. włączona w skład okręgu białostockiego III Rzeszy. W 1944 miejscowość została ponownie zajęta przez wojska sowieckie i włączona do obwodu grodzieńskiego Białoruskiej SRR.